# Rosa Delia Cota Montaño
Rosa Delia Cota Montaño (Santiago, Los Cabos, Baja California Sur; 23 de abril de 1951) es una política mexicana, miembro del Partido de la Revolución Democrática. Ha sido Diputada Federal, local y candidata de su partido a Presidenta Municipal de La Paz, Baja California Sur.

## Biografía
Rosa Delia Cota Montaño es hermana del Ex Gobernador de Baja California Sur y Presidente Nacional del PRD Leonel Cota Montaño, ha sido electa Diputada Federal por el II Distrito Electoral Federal de Baja California Sur a la LVIII Legislatura de 2000 a 2003, fue elegida como candidata de la Alianza por México y formó parte de la bancada del Partido del Trabajo sin dejar ser miembro del PRD.
En 2004 fue elegida Diputada al Congreso de Baja California Sur en la cual fue designada Presidenta de la Gran Comisión del Congreso, y en 2007 ha sido designada candidata del PRD a Presidenta Municipal de La Paz, proceso durante el cual fue acusada de recibir apoyo de su hermano, el presidente nacional del PRD, lo cual llevó a la renuncia al partido de uno de sus competidores, Víctor Guluarte Castro.
Triunfó en las elecciones celebradas el 3 de febrero de 2008, obteniendo un total de 24,543 votos.
El 30 de junio de 2010 se registra como precandidata del PRD para gobernadora de Baja California Sur.